# Ripsipiirakka
Ripsipiirakka es una banda finlandesa que toca punk y rock que surgió en 1999. Es más bien conocida por su lenguaje vulgar y soez. 

## Biografía
Ripsipiirakka grabó su primer álbum, Punkstars, en 2002, y un año después fue publicado tras firmar con la discográfica Universal Music Group. Del mismo álbum se lanzaron tres sencillos. Tras este álbum se publicaron dos más, Teille vai meille? y The Ripsipiirakka Show, siendo lanzado de este último otro sencillo. Los dos últimos álbumes fueron lanzados por la compañía Mercury Records. Tras el lanzamiento del último álbum la banda decidió retirarse.
Las canciones más populares de la banda son «Sanni» junto con la canción versionada de Pekka Ruuska «Rafaelin enkelistä» y de Pelle Miljoona «Tahdon rakastella sinua».

## Discografía

### Álbumes de estudio
- 2003: Punkstars - Universal Music Group
- 2004: Teille vai meille? - Mercury Records
- 2005: The Ripsipiirakka Show - Mercury Records

### EP
- 2003: Ota mut

### Sencillos
- 2002: Sanni
- 2002: Kolmistaan
- 2003: Uudestaan
- 2005: Pidä Kiinni

## Miembros
- Olli Salonen (n. 5 de mayo de 1983) – vocalista, guitarrista
- Jukka Tanskanen (n. 9 de octubre de 1983) – vocalista, guitarrista
- Hannu Kiviluoto (n. 28 de febrero de 1983) – bajista
- Mika Enrold (n. 19 de junio de 1985) – batería